# Васорас
Васорас (порт. Vassouras) — муниципалитет в Бразилии, входит в штат Рио-де-Жанейро. Составная часть мезорегиона Агломерация Рио-де-Жанейро. Входит в экономико-статистический микрорегион Васорас. Население составляет 33 522 человека на 2006 год. Занимает площадь 552,438 км². Плотность населения — 60,7 чел./км².

## История
Город основан 29 сентября 1833 года.

## Статистика
- Валовой внутренний продукт на 2003 год составляет 162 199 640,00 реалов (данные: Бразильский институт географии и статистики).
- Валовой внутренний продукт на душу населения на 2003 год составляет 4979,73 реалов (данные: Бразильский институт географии и статистики).
- Индекс развития человеческого потенциала на 2000 год составляет 0,781 (данные: Программа развития ООН).

## География
Климат местности: горный тропический. В соответствии с классификацией Кёппена, климат относится к категории Cwa.